# Lijst van voetbalinterlands Andorra - Moldavië
Deze lijst van voetbalinterlands is een overzicht van alle officiële voetbalwedstrijden tussen de nationale teams van Andorra en Moldavië. De landen speelden tot op heden tien keer tegen elkaar. De eerste ontmoeting was een vriendschappelijke wedstrijd op 9 februari 2011 in Lagos (Portugal). Het laatste duel, een groepswedstrijd tijdens de UEFA Nations League 2024/25, vond plaats op 16 november 2024 in Andorra la Vella.

## Wedstrijden
| №  | Plaats           | Datum            | Competitie                  | Wedstrijd          | Uitslag |
| -- | ---------------- | ---------------- | --------------------------- | ------------------ | ------- |
| 1  | Lagos            | 9 februari 2011  | Vriendschappelijk           | Andorra – Moldavië | 1 – 2   |
| 2  | Chisinau         | 14 augustus 2013 | Vriendschappelijk           | Moldavië − Andorra | 1 − 1   |
| 3  | Andorra la Vella | 5 maart 2014     | Vriendschappelijk           | Andorra − Moldavië | 0 − 3   |
| 4  | Paola            | 28 maart 2016    | Vriendschappelijk           | Andorra − Moldavië | 0 − 1   |
| 5  | Chisinau         | 8 juni 2019      | EK 2020 kwalificatie        | Moldavië − Andorra | 1 − 0   |
| 6  | Andorra la Vella | 11 oktober 2019  | EK 2020 kwalificatie        | Andorra − Moldavië | 1 − 0   |
| 7  | Andorra la Vella | 6 juni 2022      | UEFA Nations League 2022/23 | Andorra − Moldavië | 0 − 0   |
| 8  | Chisinau         | 14 juni 2022     | UEFA Nations League 2022/23 | Moldavië − Andorra | 2 − 1   |
| 9  | Chisinau         | 10 oktober 2024  | UEFA Nations League 2024/25 | Moldavië − Andorra | 2 − 0   |
| 10 | Andorra la Vella | 16 november 2024 | UEFA Nations League 2024/25 | Andorra − Moldavië | 0 − 1   |

## Samenvatting
| Competitie          | Totaal gespeeld | Winst Andorra | Gelijk | Winst Moldavië | Doelsaldo Andorra – Moldavië |
| ------------------- | --------------- | ------------- | ------ | -------------- | ---------------------------- |
| EK-kwalificatie     | 2               | 1             | 0      | 1              | 1 − 1                        |
| UEFA Nations League | 4               | 0             | 1      | 3              | 1 − 5                        |
| Vriendschappelijk   | 4               | 0             | 1      | 3              | 2 − 7                        |
| Totaal              | 10              | 1             | 2      | 7              | 4 − 13                       |

Wedstrijden bepaald door strafschoppen worden, in lijn met de FIFA, als een gelijkspel gerekend.

## Details

### Eerste ontmoeting
| Vriendschappelijk (Lagos, Portugal, 9 februari 2011): |       |                                              |
| Andorra                                               | 1 – 2 | Moldavië                                     |
| Emili García 52'                                      | goals | 66' Igor Picușceac 90+4' (pen.) Igor Bugaiov |